# Anthrenus sophonisba
Anthrenus sophonisba är en skalbaggsart som beskrevs av William James Beal 1998. Anthrenus sophonisba ingår i släktet Anthrenus och familjen ängrar. Inga underarter finns listade i Catalogue of Life.